# Джалокати
Джалокати (бенг. ঝালকাঠি) — город на юге Бангладеш, административный центр одноимённого округа. Площадь города равна 6,37 км². По данным переписи 2001 года, в городе проживало 45 095 человек, из которых мужчины составляли 53,11 %, женщины — соответственно 46,89 %. Уровень грамотности взрослого населения составлял 67,5 % (при среднем по Бангладеш показателе 43,1 %).